# Boisseron
Boisseron – miejscowość i gmina we Francji, w regionie Oksytania, w departamencie Hérault.
Według danych na rok 1990 gminę zamieszkiwało 981 osób, a gęstość zaludnienia wynosiła 132 osoby/km² (wśród 1545 gmin Langwedocji-Roussillon Boisseron plasuje się na 346. miejscu pod względem liczby ludności, natomiast pod względem powierzchni na miejscu 882.).